# Oszołomienie
Oszołomienie – polski dramat biograficzny z 1988 roku w reżyserii Jerzego Sztwiertni.
Treścią fabuły jest historia życia aktora Władysława, oparta na biografii Kazimierza Junoszy-Stępowskiego.

## Fabuła
Władysław Czekański jest aktorem starej daty, ale kiedyś był wielką gwiazdą. Pewnego dnia spotyka młodą dziewczynę, Jadzię. Po krótkim czasie postanawiają się pobrać. Kiedy wybucha II wojna światowa, Władysław – jak inni aktorzy warszawscy – rezygnuje z pracy w teatrze, nie chcąc grać dla Niemców.

## Obsada
- Maria Pakulnis – Jadwiga Czerkańska, żona Władysława (pierwowzorem postaci była Jadwiga Galewska[1]
- Władysław Kowalski – Władysław Janota-Czerkański (pierwowzorem postaci był Kazimierz Junosza-Stępowski[1])
- Marzena Trybała – Heidrichowa, kochanka Graumanna
- Krzysztof Kolberger – aktor Korowicz, przyjaciel Czerkańskiego
- Marcin Troński – Reżyser Roman Stachowski, członek AK (pierwowzorem postaci był Roman Niewiarowicz[1])
- Wojciech Wysocki – Chris Sten (pierwowzorem postaci jest Igo Sym[1])
- Maria Chwalibóg – Danuta Hałaburdowa, kobieta dostarczająca Czerkańskiej narkotyki
- Elżbieta Kępińska – Oreszko, kobieta prosząca Czerkańską o pomoc w uwolnieniu syna
- Anna Milewska – Hrabina Potocka
- Ewa Sałacka – Aktorka Antonówna
- Jerzy Karaszkiewicz – Aktor Frankowski
- Igor Przegrodzki – Hrabia Potocki
- Bogusław Sobczuk – Generał
- Grzegorz Warchoł – Gestapowiec Graumann
- Stanisław Brudny – Orsza, dyrektor teatru
- Gustaw Lutkiewicz – Dyrektor teatru
- Paweł Nowisz – Pijany treser
- Krzysztof Zaleski – Mężczyzna pożyczający pieniądze Czerkańskiemu
- Ryszard Barycz – Widz w teatrze
- Zbigniew Buczkowski – Mężczyzna grający w pokera z Czerkańskim
- Barbara Bursztynowicz – Aktorka
- Stanisław Gawlik – Aktor
- Teodor Gendera – Niemiec aresztujący Stachowskiego
- Andrzej Grabarczyk – Aktor śpiewający kuplety
- Piotr Grabowski – Niemiec aresztujący Stachowskiego
- Janusz Józefowicz – Tancerz, wykonawca wyroku na Czerkańskiej
- Marek Kępiński – Lekarz
- Andrzej Kotkowski – Reżyser Hermann Kubitzky
- Halina Kwiatkowska
- Krzysztof Luft – Mężczyzna rozmawiający z Czerkańską po premierze Otella
- Zygmunt Maciejewski – Widz w teatrze
- Jerzy Moes – Biegalski, pierwszy mąż Czerkańskiej
- Włodzimierz Musiał – widz w teatrze
- Janusz Panasewicz – Piosenkarz
- Sylwester Przedwojewski – Widz w teatrze
- Barbara Rachwalska – Sąsiadka Hałaburdowej
- Halina Rowicka – Aktorka
- Zdzisław Rychter – Kelner
- Barbara Sołtysik – Matka córki wywiezionej do obozu prosząca Czerkańską o pomoc
- Lech Sołuba – oficer AK
- Krzysztof Stroiński – Aktor
- Maciej Szary – Aktor
- Andrzej Szenajch – Proszący Stachowskiego do dyrektora
- Magdalena Wołłejko – Joanna Korowiczowa
- Zdzisław Szymborski